# Пикулин, Павел Лукич
Павел Лукич Пикулин (1822—1885) — русский врач-терапевт, доктор медицины (1850).

## Биография
Сын Луки Егоровича и Глафиры Павловны Пикулиных. Родился 22 ноября (4 декабря) 1822 года в Москве. Ему не было ещё двух лет, когда умер его отец, бывший профессором московского отделения Медико-хирургической академии.
После окончания в 1838 году 2-й Московской гимназии, он поступил в Московскую медико-хирургическую академию, которую окончил в 1843 году с отличием и золотой медалью, лекарем 1-го отделения (был учеником И. В. Варвинского). Сразу после учёбы начал работать ординатором госпитальной терапевтической клиники Московского университета в Новоекатерининской больнице; с 1850 года — адъюнкт терапевтического отделения госпитальной клиники после защиты диссертации «Учение о размягчении мозга головного и спинного». В 1863 году вышел в отставку.
Увлекался садоводством, в 1856—1859 годах редактировал «Журнал садоводства», был одним из его авторов.
Женившись на Анне Петровне Боткиной (1833—1900), он породнился с большой семьей Петра Кононовича Боткина. Жил в Москве на Петровском бульваре, 19 (в 1850—1860 гг.); в Крапивенском переулке, 2/26 (в 1860—1880 годы); на Петровке, 10.
В медицинском списке 1865 года он был указан как статский советник ведомства Министерства народного просвещения.
Умер в Москве 14 (26) сентября 1885 года. Был похоронен на кладбище Покровского монастыря (могила не сохранилась).
Интересно, что Павел Лукич в середине XIX века считался в Москве одним из выдающихся диагностов. Он первым в России стал пропагандировать метод дифференциальной диагностики. В 1847 году он лечил от холеры историка Тимофея Грановского, был его лечащим врачом до конца жизни. Также он лечил писателя Ивана Тургенева, поэта Афанасия Фета, врача и переводчика Николая Кетчера, Василия Боткина и его братьев, а также многих других известных пациентов.